# Halen
Halen er en sø beliggende i Olofströms kommun, Blekinge län, Sverige, umiddelbart vest for byen Olofström. Den er Blekinges største sø.
Halen er forbundet med søerne Immeln, Filkesjön og Raslången. Dele af søområdet ligger i Halens naturreservat. 